# Ismael Ouedraogo
Ismael Ouedraogo (* 10. březen 1991, Ouagadougou, Burkina Faso) je fotbalový záložník z Burkiny Faso. V současnosti hráč FK Dukla Praha.

## Klubová kariéra
Odchovanec US Ouagadougou (Union Sportive de Ouagadougou). Přišel do ČR v mládežnickém věku do klubu FK Dukla Praha. V sezóně 2012/13 postoupil do A-týmu. V Gambrinus lize debutoval 8. března 2013 v utkání proti 1. FK Příbram, kdy se dostal na hřiště v úplném závěru (Dukla vyhrála 1:0). 22. května 2013 vstřelil svůj první gól v Gambrinus lize při remíze 2:2 s FC Baník Ostrava.
V létě 2014 odešel hostovat do klubu FK Baník Sokolov.